# Cyathea steyermarkii
Cyathea steyermarkii là một loài thực vật có mạch trong họ Cyatheaceae. Loài này được R.M. Tryon mô tả khoa học đầu tiên năm 1972.